# Лига пионеров
Лига пионеров (англ. Pioneer League) — профессиональная бейсбольная лига, действующая на территории США. Включает в себя клубы из штатов Айдахо, Юта и Монтана. Основана в 1939 году. С 1964 по 2020 год входила в систему младших лиг Северной Америки в статусе соревнования для новичков. С 2021 года лига является независимой и имеет статус партнёра Главной лиги бейсбола.
Самой титулованной командой в истории лиги является «Биллингс Мустангс». Действующий победитель турнира — «Мизула Пэдлхедс».

## История
Начиная с 1901 года на территории Горного Запада в разное время предпринимались попытки организации профессиональных бейсбольных соревнований. Тогда один сезон провела Лига штата Юта. В 1909 году была создана и просуществовала один сезон Межгорная лига (англ. Intermountain League). С 1911 по 1914 год проводился чемпионат Союзной ассоциации (англ. Union Association). В середине 1920-х годов на протяжении трёх лет действовала Лига Юты и Айдахо.
Лига пионеров была основана в 1939 году и состояла из шести команд, представлявших штаты Юта, Монтана и Айдахо. Клубы из этих штатов были основой лиги на протяжении всей её истории. В 1942 году деятельность лиги была прекращена из-за Второй мировой войны. Соревнования возобновились в 1946 году. На этом этапе существования Лига пионеров имела статус C-лиги, что соответствовало четвёртому уровню системы младших лиг в Северной Америке. В 1963 году, после реформы организации, соревнования получили статус A-лиги (третий уровень). Через год статус лиги был понижен до соревнования для новичков. В том же году она сократилась до четырёх клубов. В дальнейшем число участников практически непрерывно менялось до середины 1970-х годов. В 1975 году в лиге появилась первая команда из Канады, представлявшая Летбридж. Состав из восьми клубов стабилизировался в 1990-х годах, после чего состоялось несколько переездов франшиз из одного города в другой без выхода из состава лиги.
Сезон 2020 года был полностью отменён из-за пандемии COVID-19. В ноябре того же года в ходе реформы системы младших лиг Северной Америки Лига пионеров стала независимой и получила статус партнёра Главной лиги бейсбола.

## Структура соревнований
В состав лиги входят восемь команд, разбитые на Северный и Южный дивизионы. Сезон проводится в два этапа, в каждом из которых клубы проводят по 38 матчей. В полуфиналах плей-офф победители первой части сезона в каждом дивизионе играют с командами, выигравшими второй этап. В финале победители пар играют между собой. Все игры на стадии плей-офф проводятся в сериях до двух побед. Игры проходят с июня по сентябрь.

### Формирование составов
В период, когда лига имела статус «продвинутой для новичков» (англ. Rookie Advanced), в состав команды могло входить до тридцати пяти игроков, в заявку на игру включалось тридцать из них. Существовали возрастные ограничения — в заявку нельзя было включать больше семнадцати игроков в возрасте 21 года и старше, только два игрока из этих семнадцати могли быть в возрасте 23 лет и старше. В составе команд не могло быть игроков, имеющих опыт игры на профессиональном уровне более трёх лет.

## Команды
| Клуб                 | Город            | Стадион                 | Вместимость |
| -------------------- | ---------------- | ----------------------- | ----------- |
| Северный дивизион    |                  |                         |             |
| Айдахо-Фолс Чукарс   | Айдахо-Фолс      | Мелалеука-филд          | 3 400       |
| Биллингс Мустангс    | Биллингс         | Делер-парк              | 5 000       |
| Грейт-Фолс Вояджерс  | Грейт-Фолс       | Сентене-стэдиум         | 2 500       |
| Мизула Пэдлхедс      | Мизула           | Огрен-парк              | 3 500       |
| Южный дивизион       |                  |                         |             |
| Гранд-Джанкшен Рокиз | Гранд-Джанкшен   | Суплизио-филд           | 7 014       |
| Огден Рэпторс        | Огден            | Линдквист-филд          | 8 262       |
| Роки-Маунтин Вайбс   | Колорадо-Спрингс | Секьюрити-Сервис-филд   | 8 500       |
| Будущие клубы лиги   |                  |                         |             |
| Бойсе Хокс           | Бойсе            | Мемориал-стэдиум        | 3 452       |
| Нозерн Колорадо Оулз | Виндзор          | Фьючер-Ледженд-комплекс | 2 800       |

### Бывшие участники
В составе лиги в разное время выступали команды из двадцати одного города штатов Айдахо, Монтана, Юта, Вайоминг и Колорадо, а также канадской провинции Альберта. Наибольшее число сезонов провели клубы из Биллингса и Грейт-Фолс — по шестьдесят семь начиная с 1948 года. 

## Победители лиги
Чемпионами лиги становились двадцать команд, самой титулованной из которых является «Биллингс Мустангс». Победителем первого чемпионата в истории стала команда «Твин-Фолс Ковбойз».
- Для клубов, выступавших под разными названиями, указано текущее или последнее
- Жирным выделены клубы, выступающие в лиге в сезоне 2021 года

| Команда                 | Чемпион | Победные сезоны                                                                          |
| ----------------------- | ------- | ---------------------------------------------------------------------------------------- |
| Биллингс Мустангс       | 15      | 1950, 1957, 1959, 1962, 1972, 1973, 1978, 1983, 1992, 1993, 1994, 1997, 2001, 2003, 2014 |
| Грейт-Фолс Вояджерс     | 13      | 1951, 1954, 1961, 1971, 1975, 1976, 1988, 1989, 1990, 2002, 2008, 2011, 2018             |
| Айдахо-Фолс Чукарс      | 8       | 1952, 1963, 1970, 1974, 1998, 2000, 2013, 2019                                           |
| Мизула Пэдлхедс         | 5       | 1999, 2006, 2012, 2015, 2021                                                             |
| Хелена Брюэрс           | 4       | 1984, 1995, 1996, 2010                                                                   |
| Огден Доджерс           | 4       | 1966, 1967, 1968, 1969                                                                   |
| Орем Оулз               | 4       | 2005, 2007, 2009, 2016                                                                   |
| Солт-Лейк-Сити Трапперс | 4       | 1985, 1986, 1987, 1991                                                                   |
| Бойсе Брэйвз            | 3       | 1956, 1958, 1960                                                                         |
| Летбридж Доджерс        | 3       | 1977, 1979, 1980                                                                         |
| Твин-Фолс Ковбойз       | 3       | 1939, 1947, 1948                                                                         |
| Огден Редс              | 2       | 1940, 1941                                                                               |
| Покателло Кардиналс     | 2       | 1942, 1949                                                                               |
| Солт-Лейк-Сити Бис      | 2       | 1946, 1953                                                                               |
| Трежер-Вэлли Кабс       | 2       | 1964, 1965                                                                               |
| Гранд-Джанкшен Рокиз    | 1       | 1981                                                                                     |
| Мэджик-Вэлли Ковбойз    | 1       | 1955                                                                                     |
| Медисин-Хат Блю Джейс   | 1       | 1982                                                                                     |
| Огден Рэпторс           | 1       | 2017                                                                                     |
| Прово Энджелс           | 1       | 2004                                                                                     |

## Награды лиги

### Самый ценный игрок
Награда Самому ценному игроку лиги вручается по итогам сезона с 1999 года.
| - 1999 — Лайл Овербей - 2000 — Джереми Джонсон - 2001 — Хесус Кота - 2002 — Райан Шили - 2003 — Луис Пальмисано - 2004 — Шон Родригес - 2005 — Анхель Саломе | - 2006 — Крис Валайка - 2007 — Клинт Робинсон - 2008 — Роберто Лопес - 2009 — Брайан Кавасос-Галвес - 2010 — Джейк Леммерман - 2011 — Тейлор Линдси - 2012 — Дэвид Дал | - 2013 — Майкл Раттери - 2014 — Райан О’Хирн - 2015 — Исан Диас - 2016 — Мейбрис Вилория - 2017 — Антони Вилья - 2018 — Коко Монтес - 2019 — Колин Симпсон |

### Лучший питчер года
Награда Лучшему питчеру года вручается с 2001 года.
| - 2001 — Педро Лириано - 2002 — Клерис Северино - 2003 — Абель Морено - 2004 — Самуэль Дедуно - 2005 — Грег Смит - 2006 — Брэндон Хайник - 2007 — Хуан Морено | - 2008 — Джейсон Миллер - 2009 — Крис Балком-Миллер - 2010 — Альберт Кампос - 2011 — Блэр Уолтерс - 2012 — Сэм Селман - 2013 — Джейк Санчес - 2014 — Хосе де Леон | - 2015 — Таннер Бэнкс Тай Боулс - 2016 — Эрон Макри - 2017 — Элвин Родригес - 2018 — Джей Си Клони - 2019 — Мигель Медрано |